# Histanocerus
Histanocerus es un género de coleópteros de la familia de los Pterogeniidae.

## Especies
Las especies que componen este género son:
- Histanocerus abnormis Gebien, 1925
- Histanocerus brendelli Burckhardt & Löbl, 1992
- Histanocerus cochlearis Burckhardt & Löbl, 1992
- Histanocerus convexus Burckhardt & Löbl, 1992
- Histanocerus deharvengi Burckhardt & Löbl, 1992
- Histanocerus fleaglei Lawrence, 1977
- Histanocerus gigas Burckhardt & Löbl, 1992
- Histanocerus hecate Burckhardt & Löbl, 1992
- Histanocerus minutus Lawrence, 1977
- Histanocerus olexai Burckhardt & Löbl, 1992
- Histanocerus pubescens Motschulsky, 1858
- Histanocerus smetanai Burckhardt & Löbl, 1992
- Histanocerus wallacei Burckhardt & Löbl, 1992
- Histanocerus werneri Lawrence, 1977